# Bahnstrecke Delmenhorst–Hesepe
| Streckenverlauf Delmenhorst–Hesepe |                                                                                 |                                |                                |
| Streckennummer: | 1560                                                                            |                                |                                |
| Kursbuchstrecke (DB): | 394                                                                             |                                |                                |
| Kursbuchstrecke: | 220c (1946)                                                                     |                                |                                |
| Streckenlänge: | 88,5 km                                                                         |                                |                                |
| Spurweite: | 1435 mm (Normalspur)                                                            |                                |                                |
| Streckenklasse: | D4 (Delmenhorst – Vechta) CE (Vechta – Neuenkirchen) D4 (Neuenkirchen – Hesepe) |                                |                                |
| Streckengeschwindigkeit: | 80 km/h                                                                         |                                |                                |
| Zugbeeinflussung: | PZB                                                                             |                                |                                |
| |                                                                                 |                                |                                |
| \| \| \| von Bremen \| \| \| \| 0,0 \| Delmenhorst \| 8 m \| \| \| \| nach Oldenburg \| \| \| \| 2,6 \| Dwoberg \| Dwoberg \| \| \| \| Welse \| \| \| \| \| A 28 \| \| \| \| 6,4 \| Ganderkesee (ehem. Bf) \| 32 m \| \| \| 9,9 \| Immer (bis 1988) \| Immer (bis 1988) \| \| \| 16,4 \| Brettorf \| 42 m \| \| \| 20,0 \| Dötlingen (bis 1981) \| Dötlingen (bis 1981) \| \| \| \| A 1 \| \| \| \| \| B 213 \| \| \| \| \| Hunte \| \| \| \| 24,5 \| Wildeshausen \| 26 m \| \| \| 29,2 \| Düngstrup (bis 1967) \| Düngstrup (bis 1967) \| \| \| 31,8 \| Rechterfeld \| 50 m \| \| \| 32,3 \| MEGA Tierernährung (Gla) \| MEGA Tierernährung (Gla) \| \| \| 35,9 \| Goldenstedt (Oldb) (ehem. Bf) \| 50 m \| \| \| 41,1 \| Lutten (ehem. Bf) \| 43 m \| \| \| 43,6 \| Holzhausen (b Vechta) \| Holzhausen (b Vechta) \| \| \| 45,1 \| Vechta-Stoppelmarkt (saisonal) \| 44 m \| \| \| \| ehem. Strecke von Ahlhorn \| \| \| \| 47,3 \| Vechta-Falkenrott \| Vechta-Falkenrott \| \| \| 47,8 \| Vechta \| 33 m \| \| \| \| ehem. Strecke nach Cloppenburg \| \| \| \| \| Vechtaer Moorbach \| \| \| \| \| B 69 (Umgehungsstraße Vechta) \| \| \| \| 52,8 \| Krimpenfort \| Krimpenfort \| \| \| 55,9 \| Lohne (Oldb) \| 35 m \| \| \| \| ehem. Strecke nach Dinklage \| \| \| \| 61,2 \| Mühlen (Oldb) \| 34 m \| \| \| 64,3 \| Steinfeld (Oldb) (ehem. Bf) \| 46 m \| \| \| \| B 214 \| \| \| \| 68,7 \| Holdorf (Oldb) (ehem. Keilbf) \| 47 m \| \| \| \| ehem. Strecke nach Damme \| \| \| \| \| A 1 \| \| \| \| 73,6 \| Nellinghof \| Nellinghof \| \| \| 78,3 \| Neuenkirchen (Oldb) \| 41 m \| \| \| \| Vördener Aue \| \| \| \| \| Hohe Hase \| \| \| \| \| Hase \| \| \| \| 82,5 \| Rieste (ehem. Bf) \| 39 m \| \| \| \| Zuleiter Alfsee \| \| \| \| \| von Oldenburg \| \| \| \| 88,5 \| Hesepe \| 45 m \| \| \| \| nach Osnabrück \| \| \| \| \| \| \| \| Quellen: [3][4] \| \| \| \| |                                                                                 |                                |                                |
| Strecke |                                                                                 | von Bremen                     | von Bremen                     |
| Bahnhof mit S-Bahn-Halt | 0,0                                                                             | Delmenhorst                    | 8 m                            |
| Abzweig geradeaus und nach rechts |                                                                                 | nach Oldenburg                 | nach Oldenburg                 |
| ehemaliger Haltepunkt / Haltestelle | 2,6                                                                             | Dwoberg                        | Dwoberg                        |
| Brücke über Wasserlauf |                                                                                 | Welse                          | Welse                          |
| Strecke mit Straßenbrücke |                                                                                 | A 28                           | A 28                           |
| Haltepunkt / Haltestelle | 6,4                                                                             | Ganderkesee (ehem. Bf)         | 32 m                           |
| ehemaliger Bahnhof | 9,9                                                                             | Immer (bis 1988)               | Immer (bis 1988)               |
| Haltepunkt / Haltestelle | 16,4                                                                            | Brettorf                       | 42 m                           |
| ehemaliger Haltepunkt / Haltestelle | 20,0                                                                            | Dötlingen (bis 1981)           | Dötlingen (bis 1981)           |
| Brücke |                                                                                 | A 1                            | A 1                            |
| Brücke |                                                                                 | B 213                          | B 213                          |
| Brücke über Wasserlauf |                                                                                 | Hunte                          | Hunte                          |
| Bahnhof | 24,5                                                                            | Wildeshausen                   | 26 m                           |
| ehemaliger Haltepunkt / Haltestelle | 29,2                                                                            | Düngstrup (bis 1967)           | Düngstrup (bis 1967)           |
| Haltepunkt / Haltestelle | 31,8                                                                            | Rechterfeld                    | 50 m                           |
| Blockstelle | 32,3                                                                            | MEGA Tierernährung (Gla)       | MEGA Tierernährung (Gla)       |
| Haltepunkt / Haltestelle | 35,9                                                                            | Goldenstedt (Oldb) (ehem. Bf)  | 50 m                           |
| Haltepunkt / Haltestelle | 41,1                                                                            | Lutten (ehem. Bf)              | 43 m                           |
| ehemaliger Haltepunkt / Haltestelle | 43,6                                                                            | Holzhausen (b Vechta)          | Holzhausen (b Vechta)          |
| Haltepunkt / Haltestelle | 45,1                                                                            | Vechta-Stoppelmarkt (saisonal) | 44 m                           |
| Abzweig geradeaus und ehemals von rechts |                                                                                 | ehem. Strecke von Ahlhorn      | ehem. Strecke von Ahlhorn      |
| ehemaliger Bahnhof | 47,3                                                                            | Vechta-Falkenrott              | Vechta-Falkenrott              |
| Bahnhof | 47,8                                                                            | Vechta                         | 33 m                           |
| Abzweig geradeaus und ehemals nach rechts |                                                                                 | ehem. Strecke nach Cloppenburg | ehem. Strecke nach Cloppenburg |
| Brücke über Wasserlauf |                                                                                 | Vechtaer Moorbach              | Vechtaer Moorbach              |
| Strecke mit Straßenbrücke |                                                                                 | B 69 (Umgehungsstraße Vechta)  | B 69 (Umgehungsstraße Vechta)  |
| ehemaliger Haltepunkt / Haltestelle | 52,8                                                                            | Krimpenfort                    | Krimpenfort                    |
| Bahnhof | 55,9                                                                            | Lohne (Oldb)                   | 35 m                           |
| Abzweig geradeaus und ehemals nach rechts |                                                                                 | ehem. Strecke nach Dinklage    | ehem. Strecke nach Dinklage    |
| Haltepunkt / Haltestelle | 61,2                                                                            | Mühlen (Oldb)                  | 34 m                           |
| Haltepunkt / Haltestelle | 64,3                                                                            | Steinfeld (Oldb) (ehem. Bf)    | 46 m                           |
| Bahnübergang |                                                                                 | B 214                          | B 214                          |
| Haltepunkt / Haltestelle | 68,7                                                                            | Holdorf (Oldb) (ehem. Keilbf)  | 47 m                           |
| Abzweig geradeaus und ehemals nach links |                                                                                 | ehem. Strecke nach Damme       | ehem. Strecke nach Damme       |
| Strecke mit Straßenbrücke |                                                                                 | A 1                            | A 1                            |
| ehemaliger Haltepunkt / Haltestelle | 73,6                                                                            | Nellinghof                     | Nellinghof                     |
| Bahnhof | 78,3                                                                            | Neuenkirchen (Oldb)            | 41 m                           |
| Brücke über Wasserlauf |                                                                                 | Vördener Aue                   | Vördener Aue                   |
| Brücke über Wasserlauf |                                                                                 | Hohe Hase                      | Hohe Hase                      |
| Brücke über Wasserlauf |                                                                                 | Hase                           | Hase                           |
| Haltepunkt / Haltestelle | 82,5                                                                            | Rieste (ehem. Bf)              | 39 m                           |
| Brücke über Wasserlauf |                                                                                 | Zuleiter Alfsee                | Zuleiter Alfsee                |
| Abzweig geradeaus und von rechts |                                                                                 | von Oldenburg                  | von Oldenburg                  |
| Bahnhof | 88,5                                                                            | Hesepe                         | 45 m                           |
| Strecke |                                                                                 | nach Osnabrück                 | nach Osnabrück                 |
| |                                                                                 |                                |                                |
| Quellen: |                                                                                 |                                |                                |

Die Bahnstrecke Delmenhorst–Hesepe, auch Hasenbahn oder Schusterbahn genannt, ist eine eingleisige, nicht elektrifizierte Nebenbahn in Niedersachsen. Sie zweigt in der kreisfreien Stadt Delmenhorst von der Bahnstrecke Bremen–Oldenburg ab, verläuft durch die Landkreise Oldenburg, Vechta und Osnabrück und mündet in Hesepe in die Bahnstrecke Oldenburg–Osnabrück. Ihre Höchstgeschwindigkeit beträgt 80 km/h.

## Geschichte

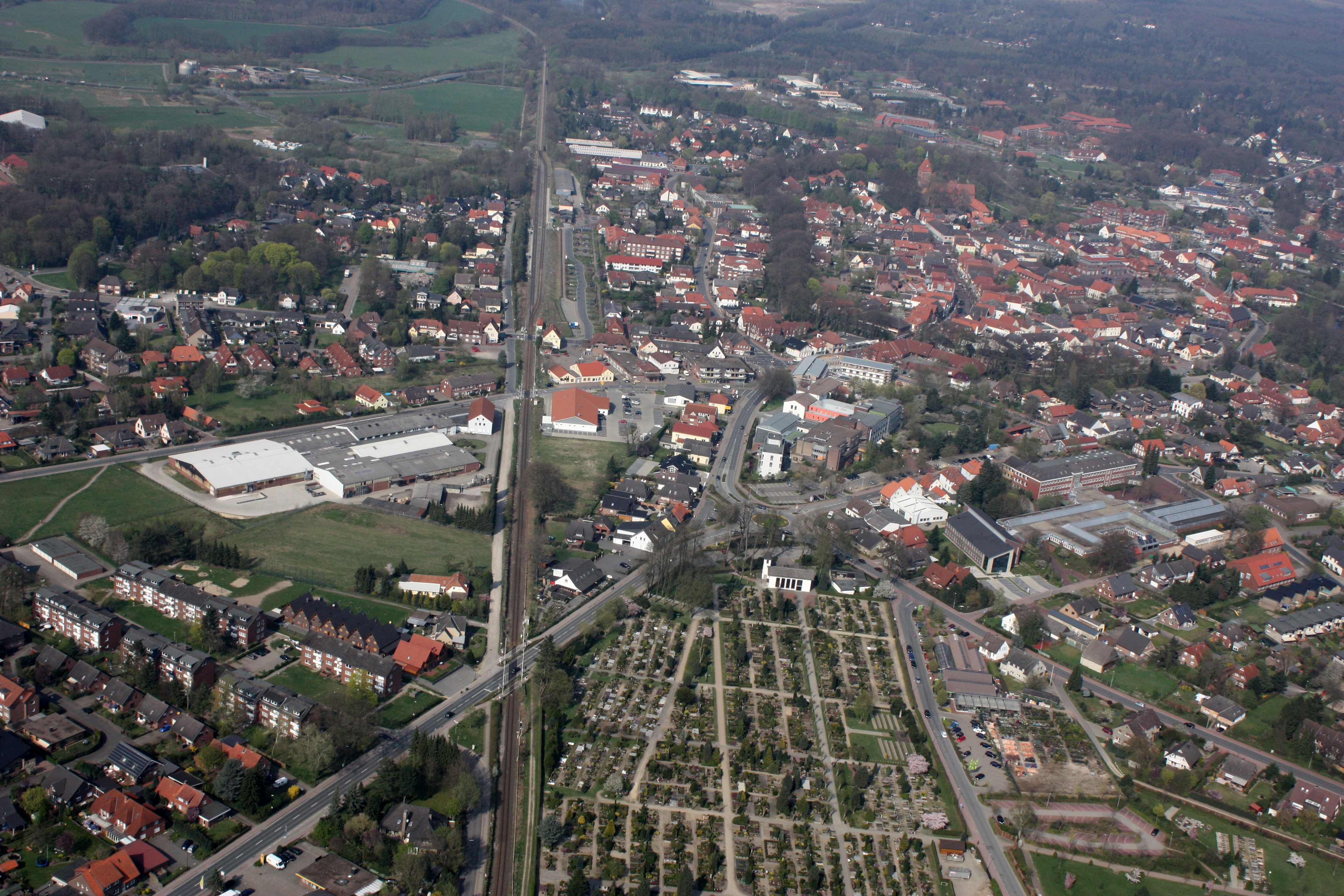
Luftbild des Streckenabschnitts in Wildeshausen

Die Strecke wurde von der Großherzoglich Oldenburgischen Eisenbahn in zwei Etappen eröffnet: Bereits 1888 ging der Teil Vechta–Lohne als Verlängerung der Strecke von Ahlhorn an der Oldenburger Südbahn in Betrieb. Nach langen Diskussionen um Streckenführung und Finanzierung wurden dann die weitaus längeren Abschnitte von Delmenhorst über Wildeshausen nach Vechta am 1. Mai 1898 sowie Lohne–Neuenkirchen am 1. November 1899 in Betrieb genommen. Die Gesamteröffnung bis Hesepe folgte am 1. Mai 1900.
In den 1920er Jahren gab es Überlegungen, die Bahnlinie mit Neubaustrecken an die Bahnstrecke Wanne-Eickel–Hamburg sowie die Strecke Hude–Blexen anzubinden; allerdings blieb es bei Diskussionen, eine Umsetzung dieser Pläne fand nicht statt. Auch blieb der Verkehr hinter den Erwartungen zurück. Vor allem die Hoffnung, die Strecke diene als Alternative zur Hauptstrecke zwischen Bremen und Osnabrück, erfüllte sich, auch aus topographischen Gründen, nicht.
Im Zweiten Weltkrieg wurden Teile der Strecke zerstört, die Brücke über die Hunte wurde durch die Wehrmacht gesprengt, um den Vormarsch der Alliierten zu stoppen. In den 1960er Jahren begann, wie auf vielen Nebenstrecken, der Niedergang der Bahnlinie. Die Deutsche Bundesbahn hatte den Personenverkehr auf wenige Fahrten pro Werktag reduziert, und nur noch wenige Güterzüge benutzten die Strecke. Die Bahnhofsgebäude entlang der Strecke verfielen oder wurden zu anderen Zwecken genutzt. Darüber hinaus war die Höchstgeschwindigkeit für Züge zeitweise auf bis zu 50 km/h reduziert worden. Dies machte die Personenbeförderung auch im Vergleich mit der Bundesautobahn 1 unattraktiv. Eine Zeit lang wurde sogar die komplette Stilllegung der Strecke mit Demontage der Gleisanlagen in Erwägung gezogen.
Als die Nahverkehrslinie Osnabrück–Vechta–Bremen als eine der ersten Linien in Niedersachsen im Netz „Weser-Ems“ ausgeschrieben wurde, bestellte die Landesnahverkehrsgesellschaft Niedersachsen (LNVG) ein deutlich verbessertes Angebot bei der NordWestBahn. Das SPNV-Konzept der LNVG aus dem Jahr 1997 sah für die Linie einen Zweistundentakt und eine durchgehende Führung bis zum Bremer Hauptbahnhof vor. Durch die stark gestiegene Fahrgastnachfrage wurde aber schnell deutlich, dass das Angebot weiter verdichtet werden musste. 
Die Gleisanlagen wurden bis 2003 erneuert und die veraltete Signaltechnik in Drahtseilausführung gegen elektronische Signalanlagen ausgetauscht. Ebenso wurde eine Vielzahl von Bahnübergängen umgebaut sowie Schrankenanlagen modernisiert. Somit konnte die Höchstgeschwindigkeit auf 80 km/h hochgesetzt werden. Seit der Modernisierung wird die Strecke durch das Elektronische Stellwerk in Bramsche gesteuert.
Mit Abschluss der Infrastrukturmodernisierung konnte ab 2003 unter der Woche ein Stundentakt zwischen Bremen und Osnabrück gefahren werden. Die Angebotsverbesserungen bewirkten zusammen mit der Modernisierung der Infrastruktur einen sehr hohen Anstieg der Fahrgastzahlen. Während 1998 nur 1.040 Fahrgäste täglich die Züge nutzten, fuhren hier 2008 täglich 6.900 Fahrgäste. Seit dem Fahrplanwechsel im Dezember 2014 trägt die Linie Bremen–Vechta–Osnabrück die Liniennummer RB 58.
In Neuenkirchen (Oldb) wurde der verfallende Bahnhof unter Leitung des Vereins Kulturbahnhof Neuenkirchen-Vörden renoviert und zum Kulturbahnhof umgebaut, in dem nun regelmäßig kulturelle Veranstaltungen und Konzerte stattfinden.

## Trivia
Mit ihrer Inbetriebnahme 1898 machte die Bahnstrecke den damaligen Bahnhof Immer mit dem nahegelegenen Stüher Wald und damit auch Hasen-Ahlers zu einem lohnenden Ausflugsziel für viele Delmenhorster und Bremer, die „Immer hin und zurück“ oder „Immer hin und her“ fuhren. Die Reise zum Stühe, einem der schönsten Buchenwälder dieser Zeit überhaupt, kostete als „einfache Fahrt, 4. Klasse“, nach Immer … von Bremen 90 und von Delmenhorst 30 Pfennig.
1991 wurde die Strecke letztmals durch eine Dampflok, die 41 360 befahren.
Mit 40 Unfällen an den Bahnübergängen zwischen 2010 und 2022 ist die Strecke eine der drei unfallträchtigsten Bahnstrecken Deutschlands.

## Betrieb
Die Bahnhöfe Neuenkirchen (Oldb), Lohne (Oldb), Vechta und Wildeshausen verfügen jeweils über zwei Gleise, so dass hier Zugkreuzungen stattfinden können. Alle anderen Stationen sind eingleisige Haltepunkte.
Der Personenverkehr auf der Strecke wird seit dem 5. November 2000 von der NordWestBahn betrieben. Seit dem 14. Dezember 2003 erfolgt eine Bedienung im Stundentakt. Planmäßig eingesetzt werden vorwiegend Dieseltriebwagen des Typs LINT 41.
Im Durchschnitt nutzen mehr als 5.900 Personen pro Tag das Zugangebot auf der Strecke.
Der Haltepunkt Vechta-Stoppelmarkt wird nur während des Volksfestes Stoppelmarkt Mitte August bedient.
Güterverkehr findet nur noch vereinzelt für einen Anschluss des Futtermittelherstellers MEGA in Rechterfeld statt, der 2009 reaktiviert wurde. Auf dem Abschnitt Vechta–Hesepe stellte DB Cargo den Güterverkehr am 1. Juni 1999 ein.

## Ausbauplanungen
Ein Ausbau der Strecke für einen Halbstundentakt wird seit längerem gefordert. Dazu müssten allerdings erst weitere Kreuzungsmöglichkeiten geschaffen sowie die nichttechnisch gesicherten Bahnübergange beseitigt werden, wodurch die Höchstgeschwindigkeit auf 120 km/h erhöht werden könnte. Laut LNVG sei mit einer Fertigstellung frühestens Anfang der 2030er zu rechnen.
Planungen des Niedersächsischen Verkehrsministeriums aus Juli 2023 sehen vor, künftig Akku-Triebzüge auf der RB 58 einzusetzen. Diese würden dann auf den Teilstücken zwischen Bremen und Delmenhorst sowie zwischen Hesepe und Osnabrück ihre Energie aus der Oberleitung beziehen, auf dem Zwischenstück Delmenhorst–Hesepe im Akkubetrieb verkehren und an Oberleitungsinseln in regelmäßigen Abständen nachgeladen werden.

## Bildergalerie Bahnhöfe und Haltepunkte

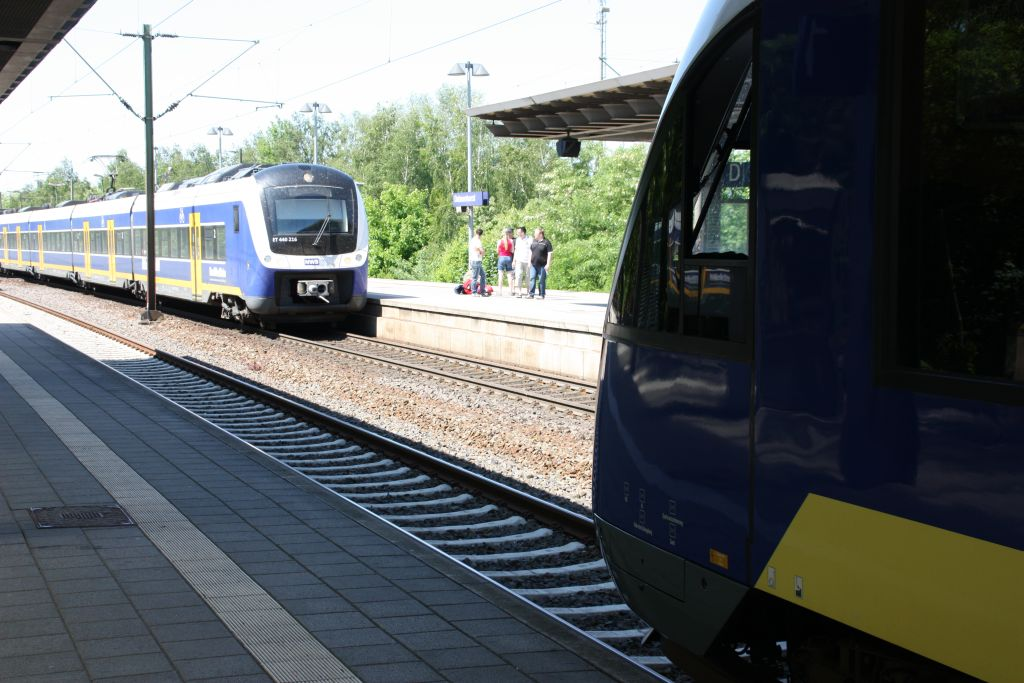
Delmenhorst (2012)
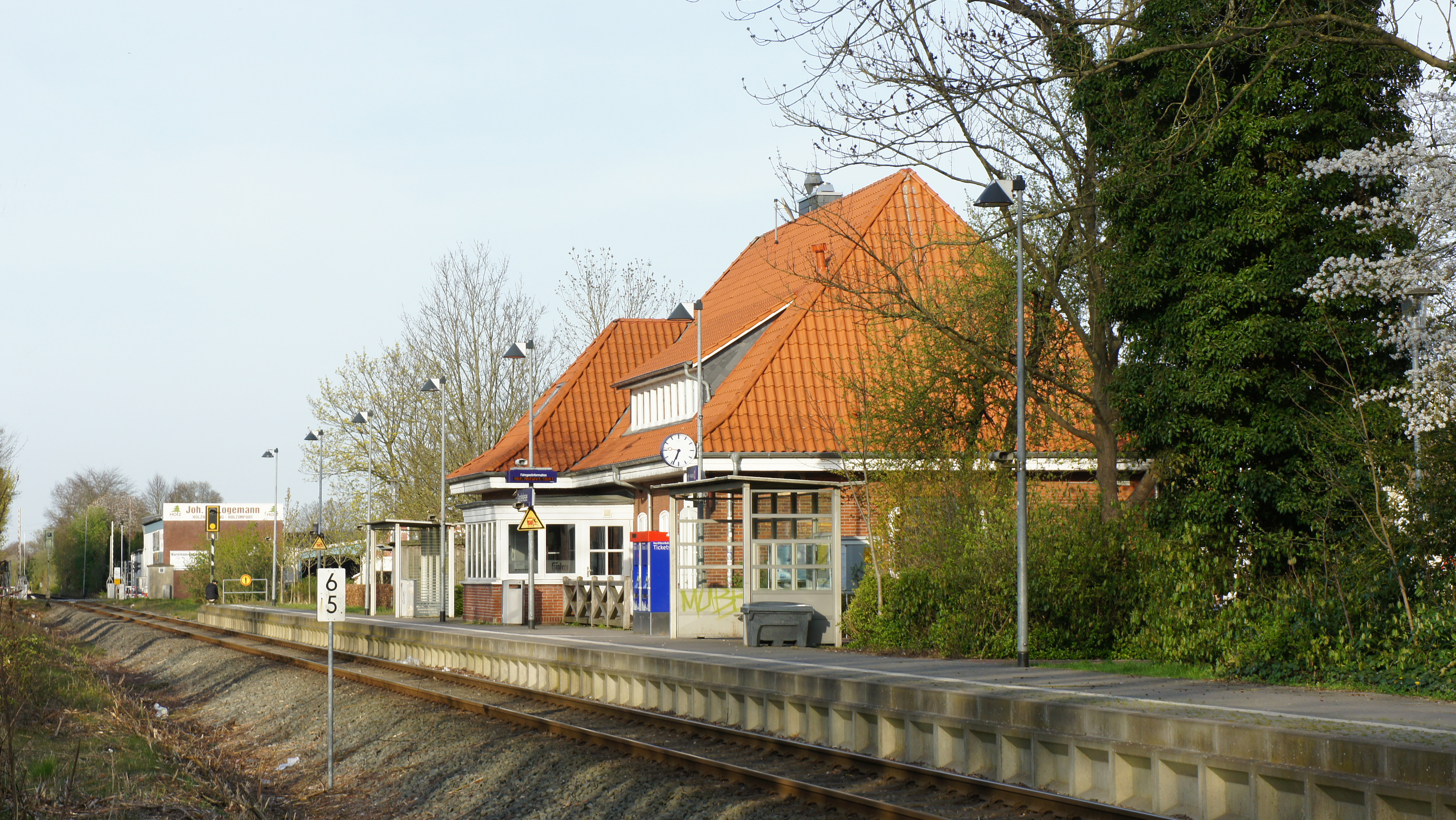
Ganderkesee (2020)
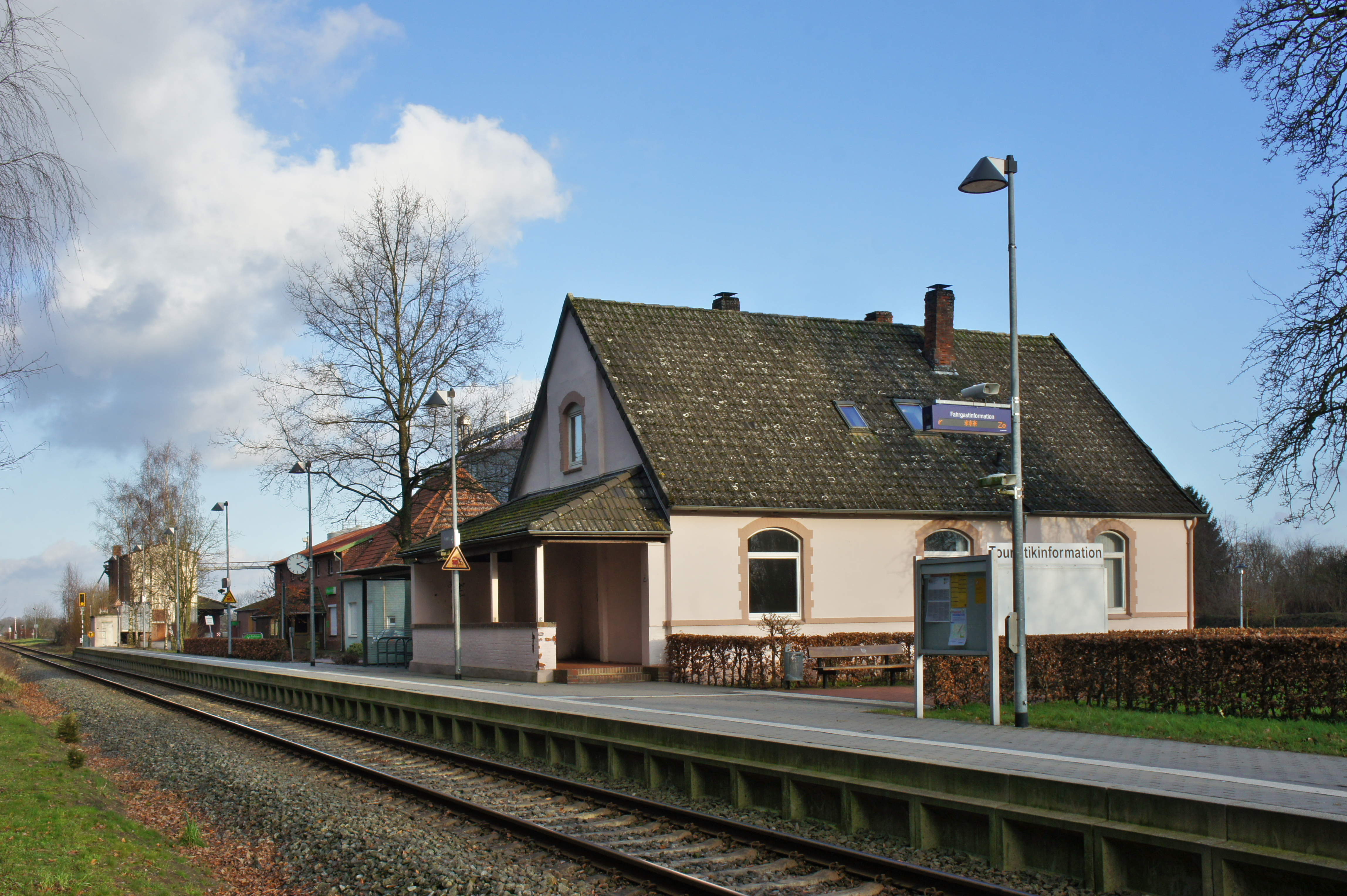
Brettorf (2014)
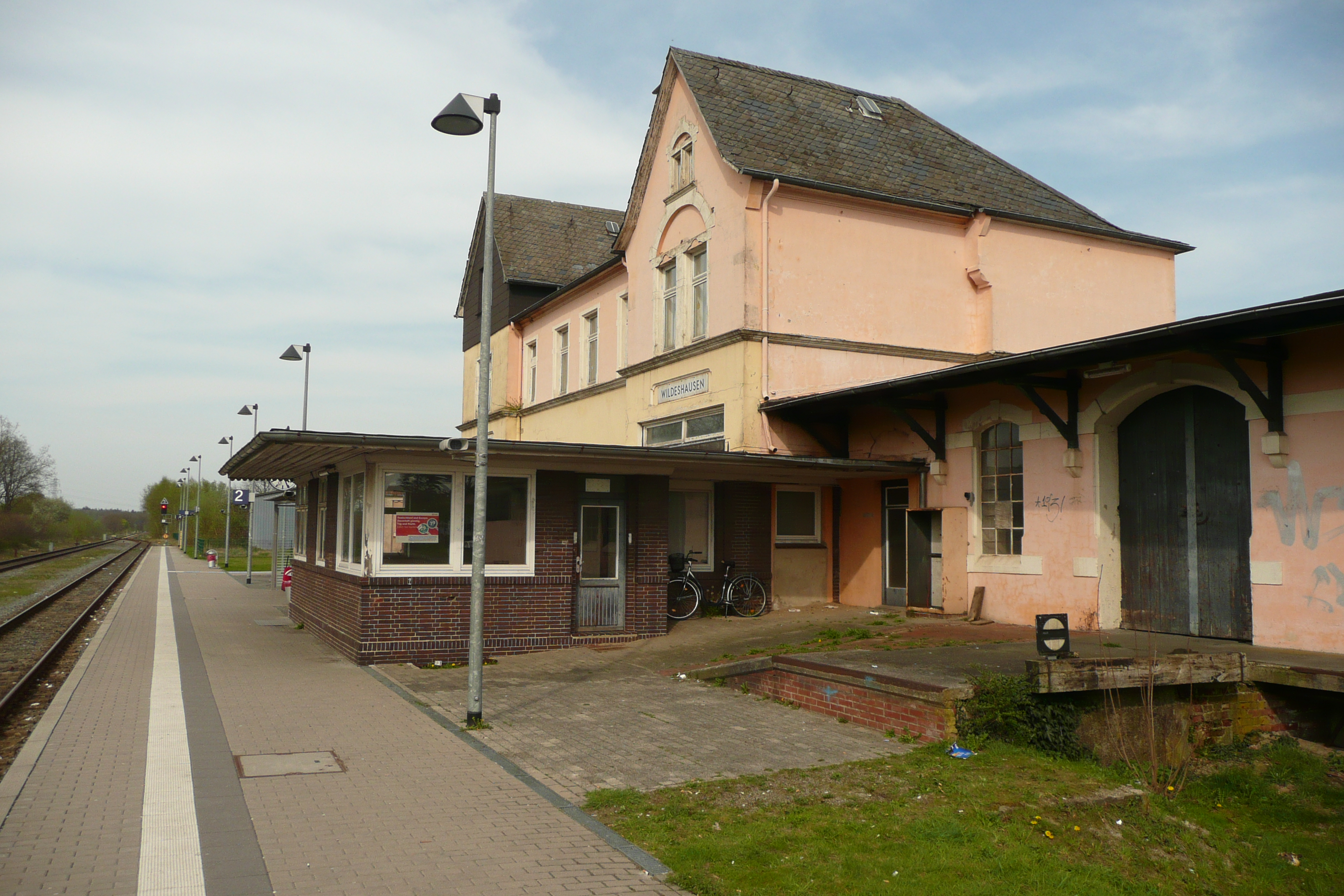
Wildeshausen (2009)
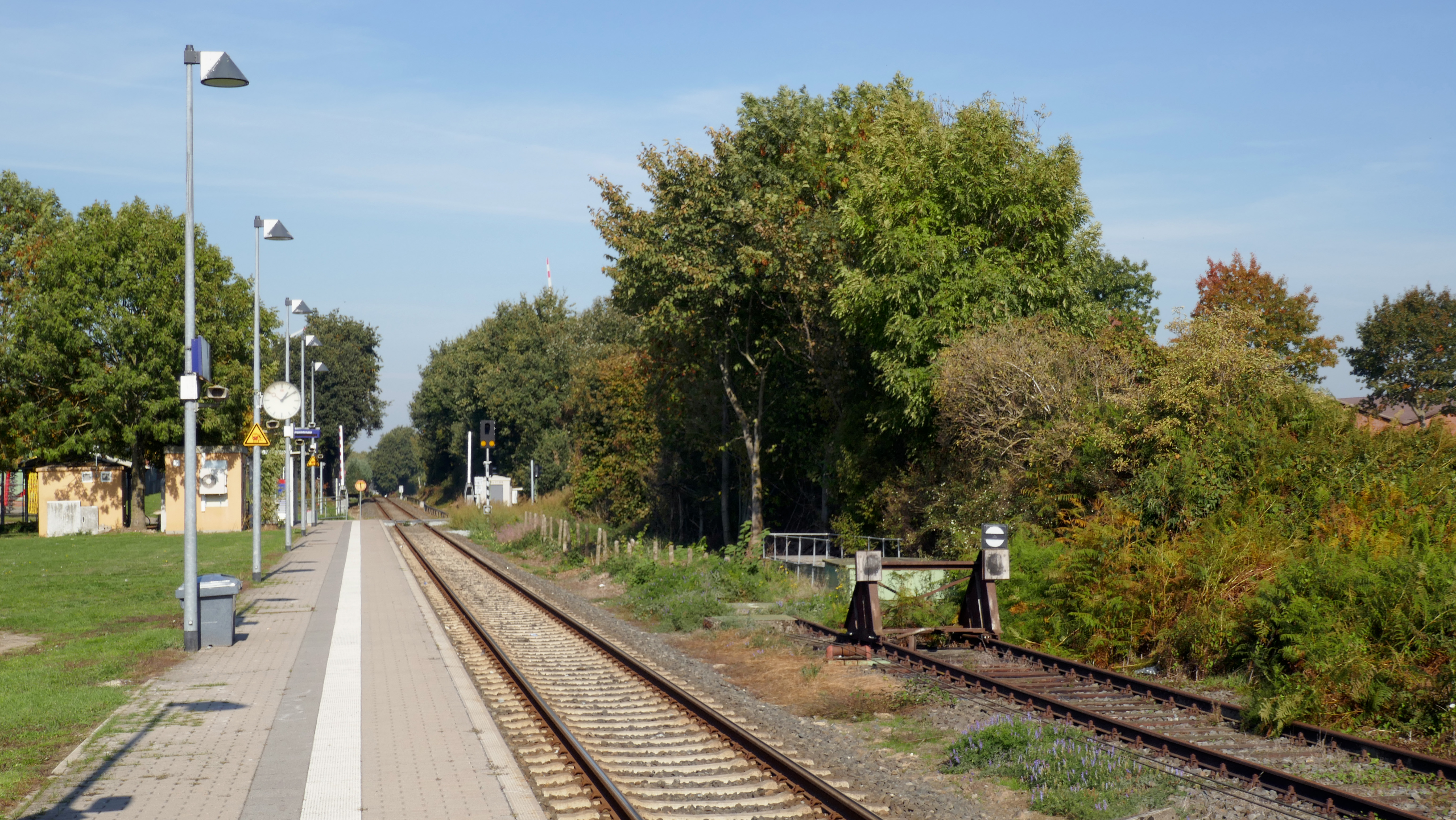
Rechterfeld (2018)
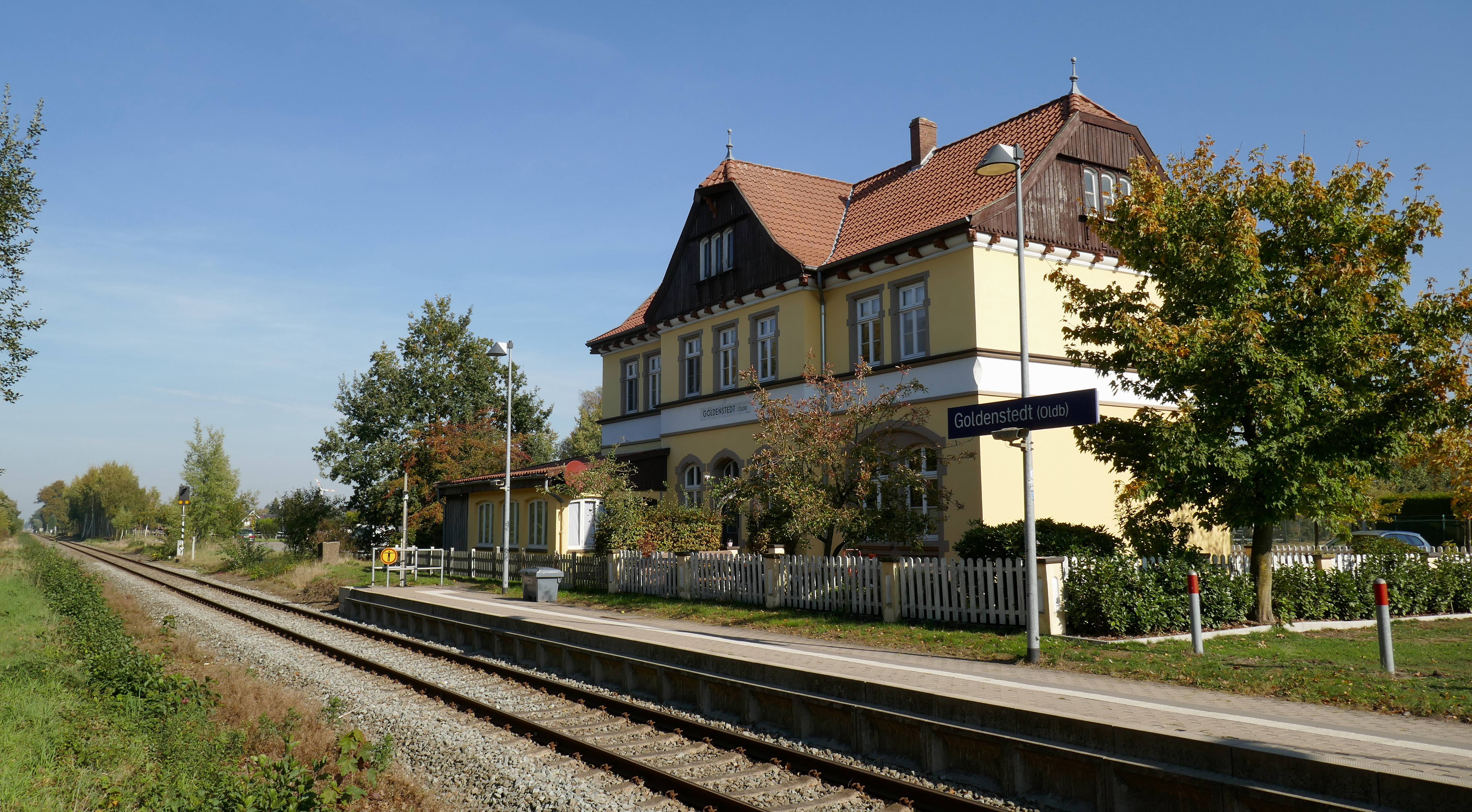
Goldenstedt (2018)
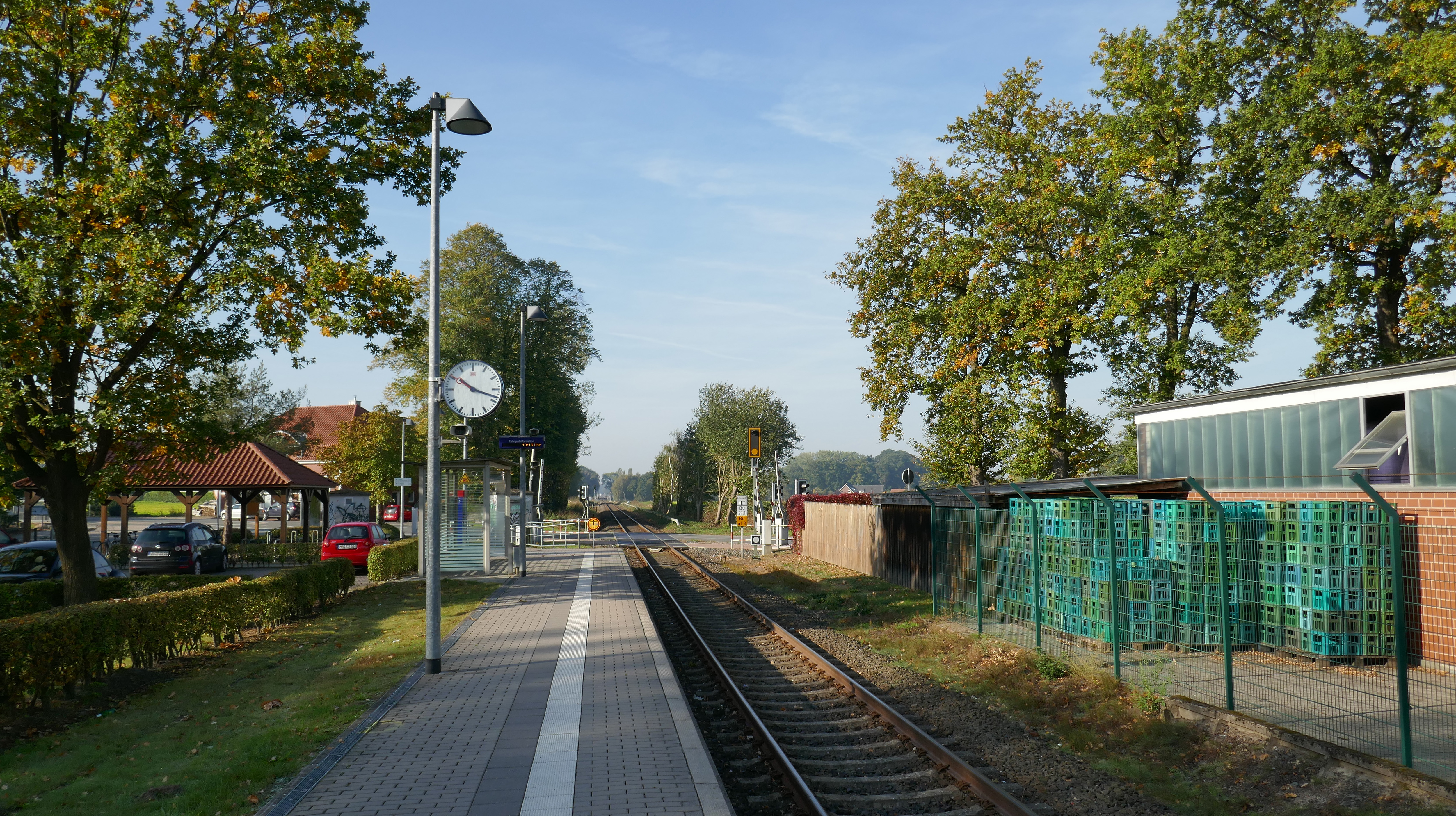
Lutten (2018)
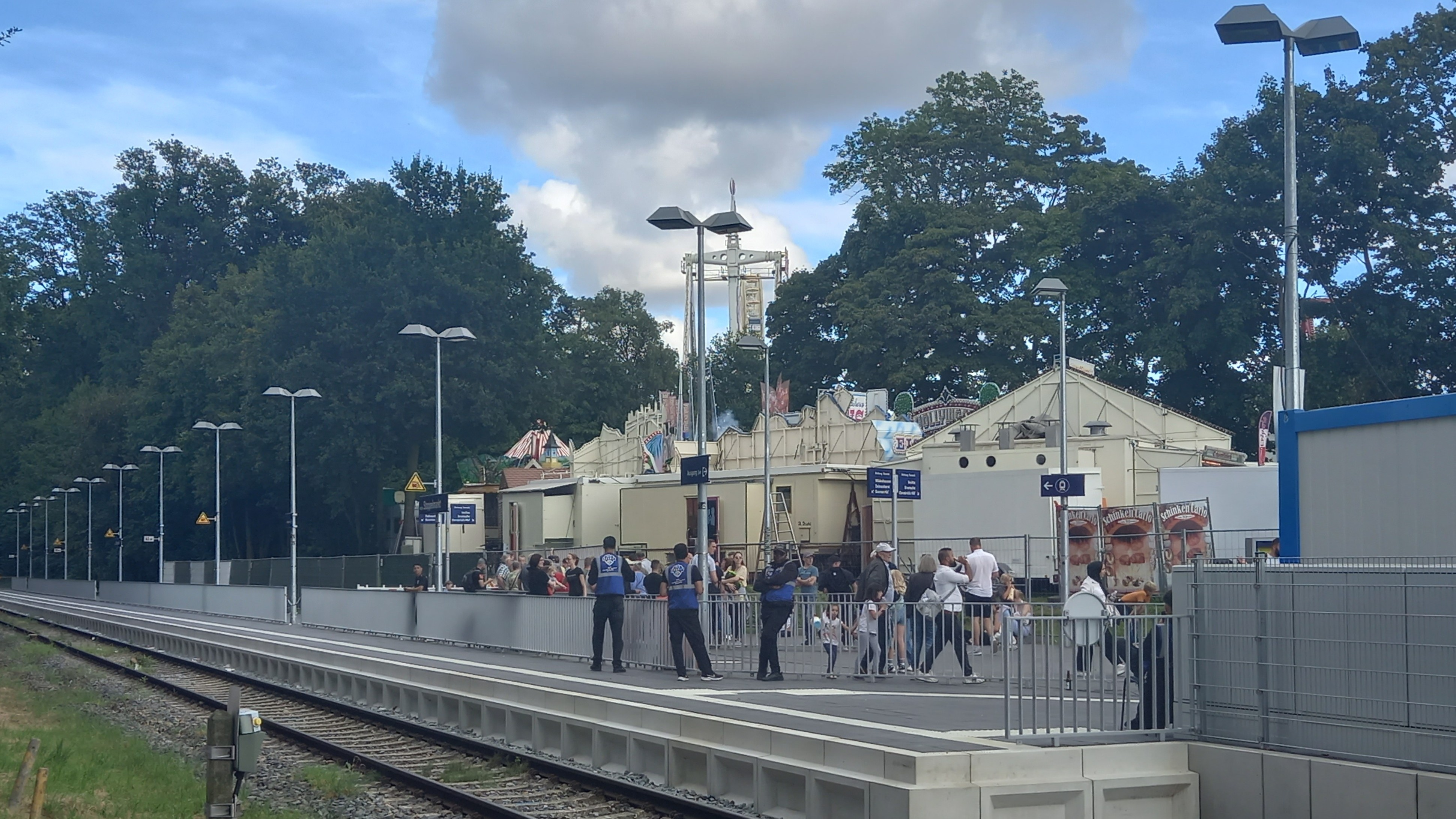
Stoppelmarkt (2025)
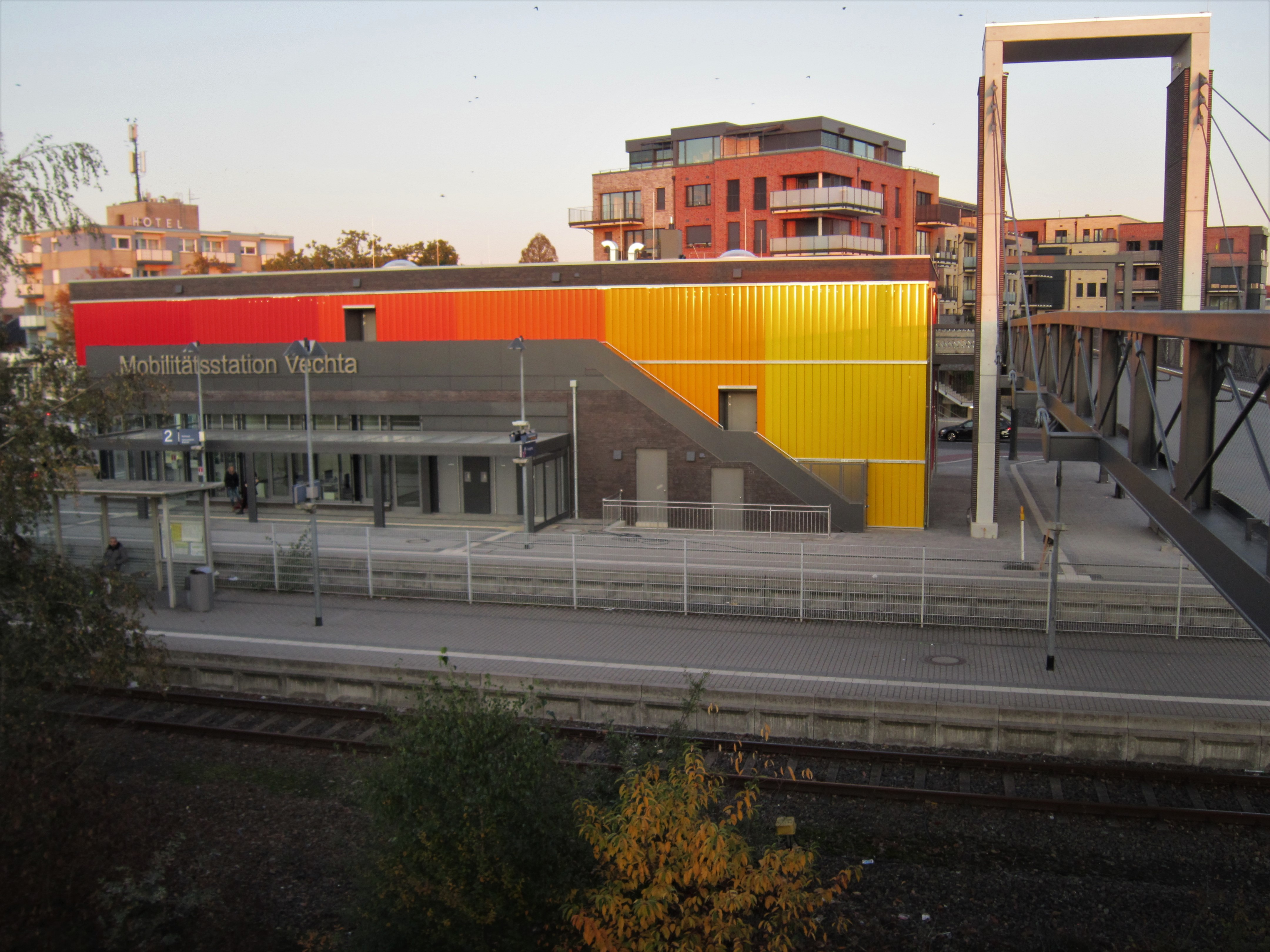
Vechta (2019)
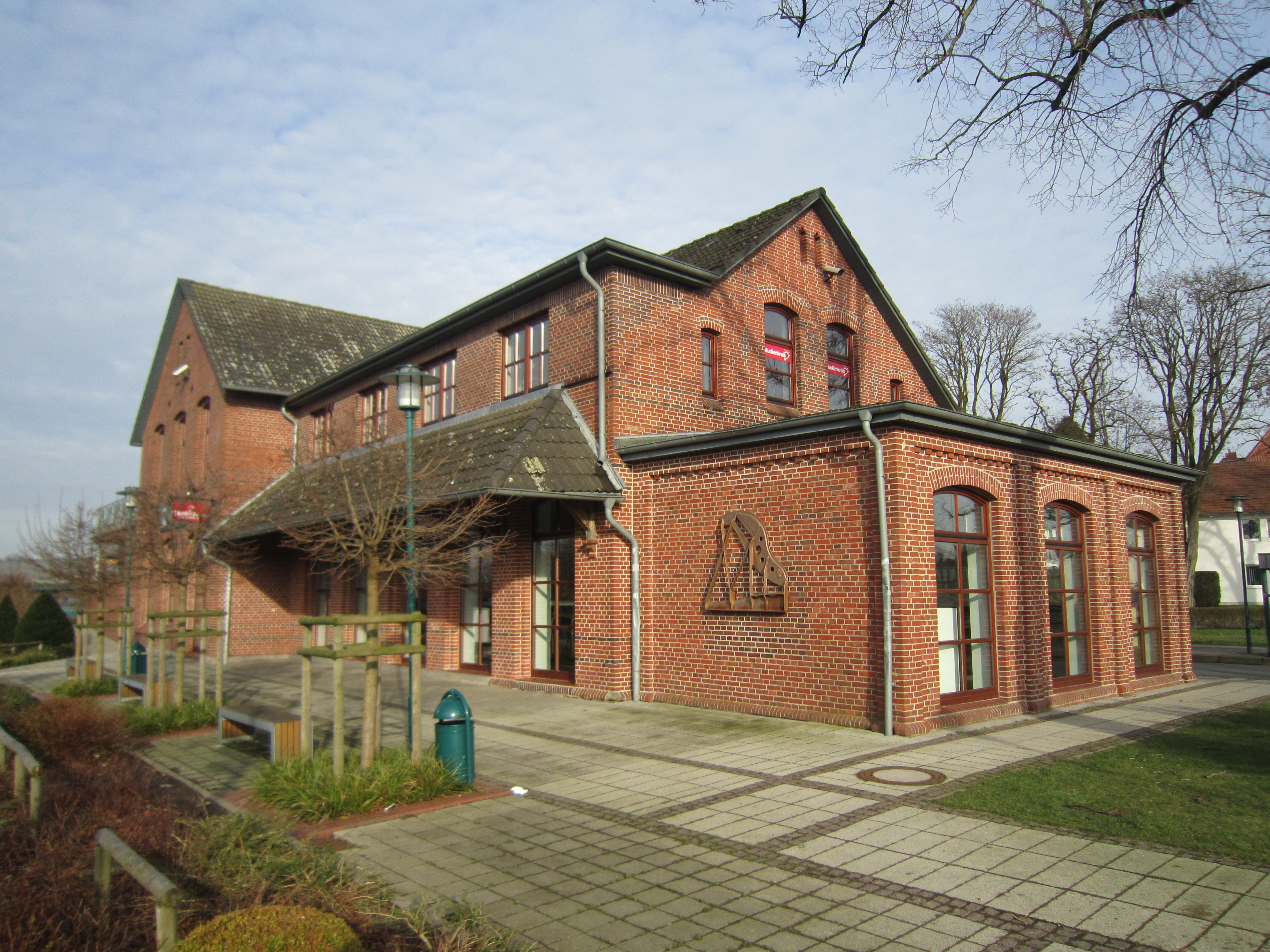
Lohne (2016)
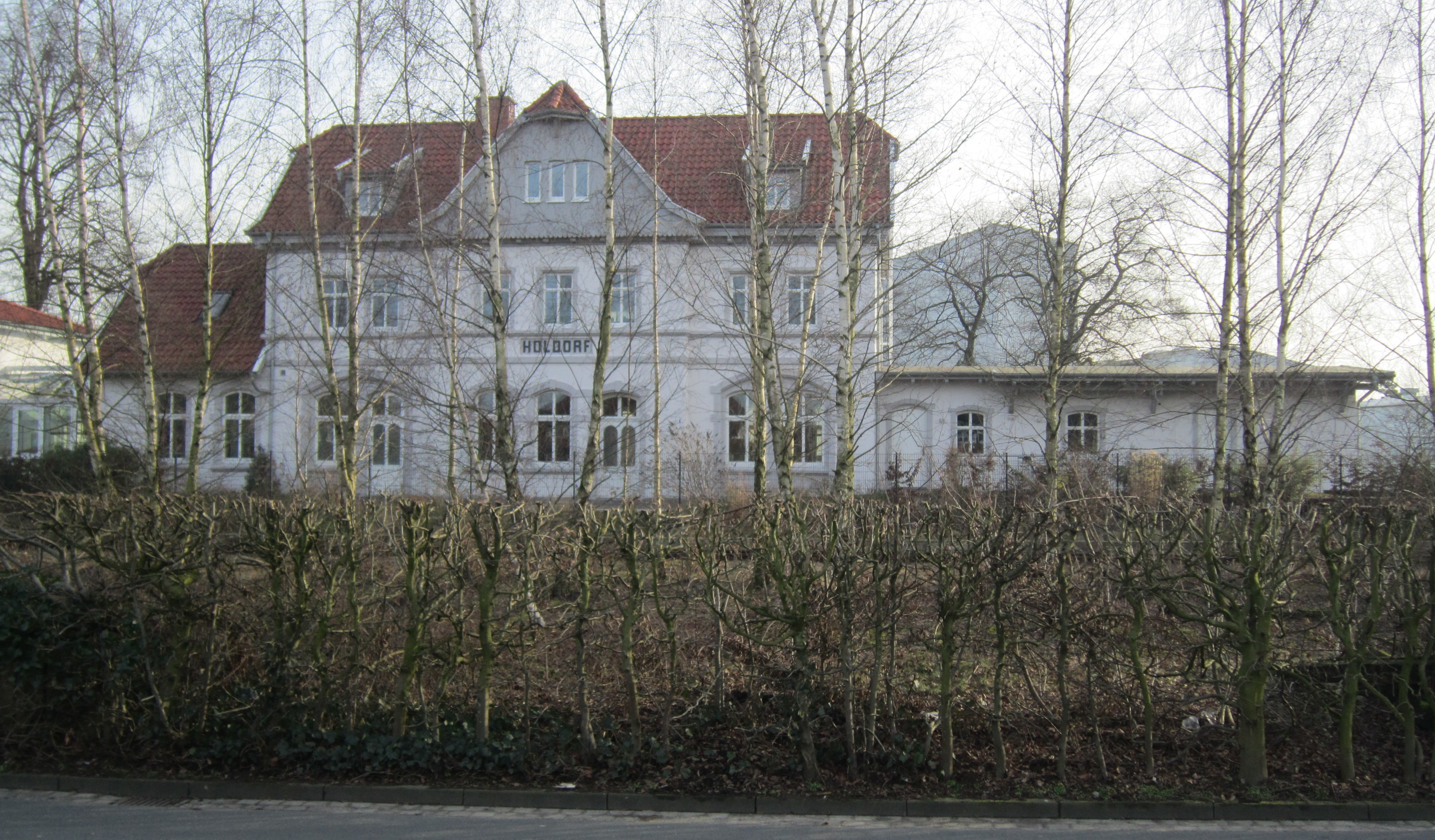
Holdorf (2016)
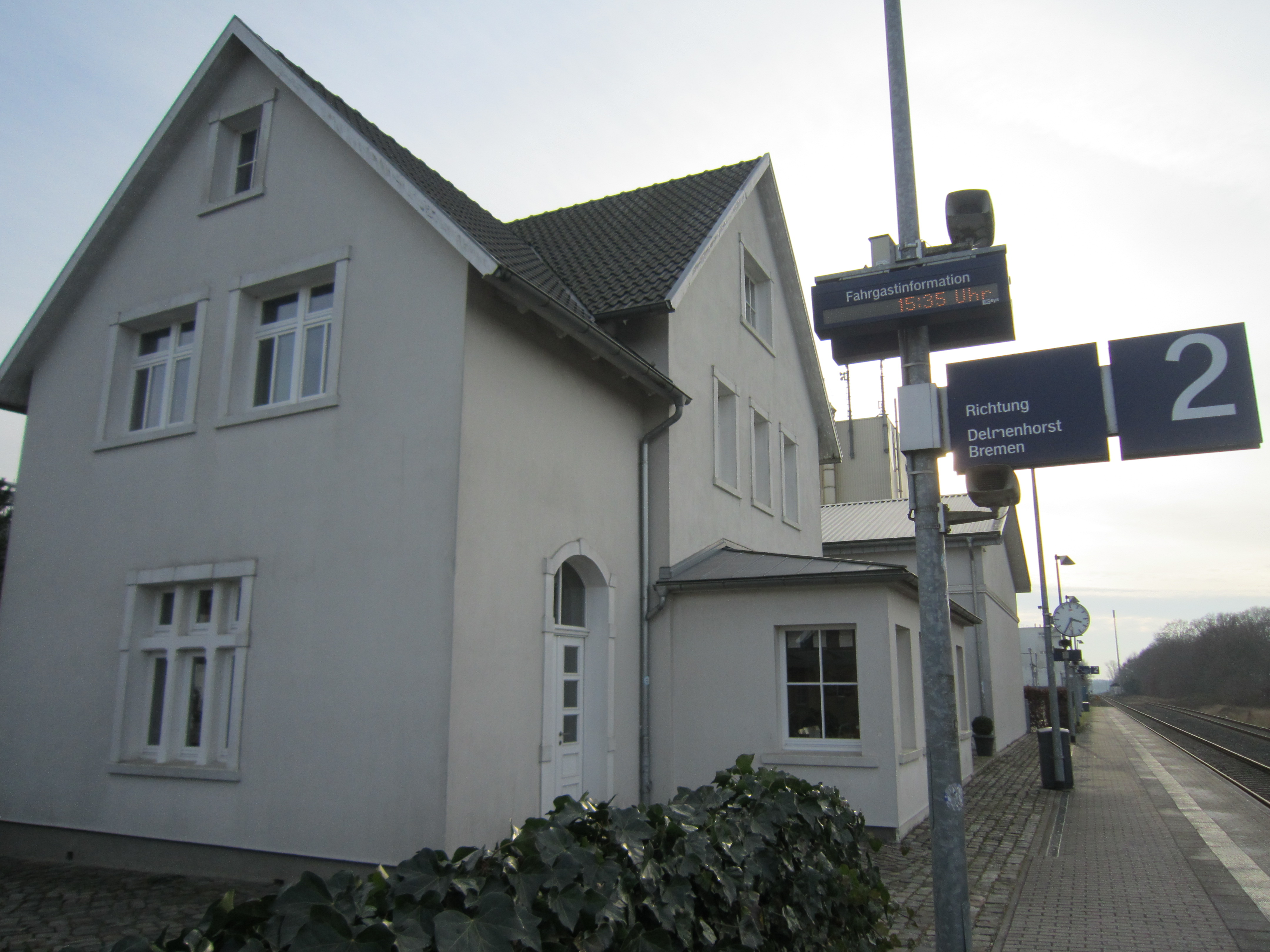
Neuenkirchen (2016)